# زامباله
زامباله یا زامبالس (Zambales) یکی از استان‌های کشور فیلیپین است. این استان بخشی از جزیرهٔ لوزون به شمار می‌رود.
مرکز این استان شهر ایبا است. جمعیت آن حدود ششصد و سی هزار نفر است. مساحت این استان سه هزار و هشتصد کیلومتر مربع است .